# Impero (couraçado)
O Impero foi um navio couraçado construído para a Marinha Real Italiana e a terceira embarcação da Classe Littorio, depois do Littorio e Vittorio Veneto e seguido pelo Roma. Suas obras começaram em maio de 1938 como resultado de um novo programa de expansão naval e foi lançado ao mar em novembro de 1939. Entretanto, a entrada da Itália na Segunda Guerra Mundial forçou a Marinha Real a mudar suas prioridades de construção para navios de escolta, assim o couraçado foi deixado incompleto. A Itália se rendeu em setembro de 1943 e a frota italiana foi entregue aos Aliados, porém o Impero foi deixado em Trieste e capturado pelos alemães, que o usaram como alvo de tiro. Ele foi afundado por bombardeios Aliados em fevereiro de 1945, sendo reflutuado em 1947 e depois desmontado em Veneza.

## Antecedentes
O líder italiano Benito Mussolini não autorizou nenhum grande rearmamento da Marinha Real até 1933. Quando isso foi feito, os dois antigos couraçados da Classe Conte di Cavour foram enviados para modernização, enquanto o Littorio e o Vittorio Veneto, dois novos navios da Classe Littorio, tiveram suas construções iniciadas em 1934. O Ministério da Marinha começou a se preparar em maio de 1935 para um programa de construção naval de cinco anos que incluiria quatro couraçados, três porta-aviões, quatro cruzadores, 54 submarinos e quarenta outras embarcações menores. O almirante Domenico Cavagnari propôs a Mussolini em dezembro que outros dois couraçados da Classe Littorio fossem construídos para tentar conter uma possível aliança franco-britânica, pois estes dois países poderiam facilmente subjugar a frota italiana casso se unissem. Mussolini adiou sua decisão, mas depois autorizou em janeiro de 1937 o planejamento de dois navios. Eles foram aprovados e financiados em dezembro, sendo nomeados como Impero e Roma.

## Características

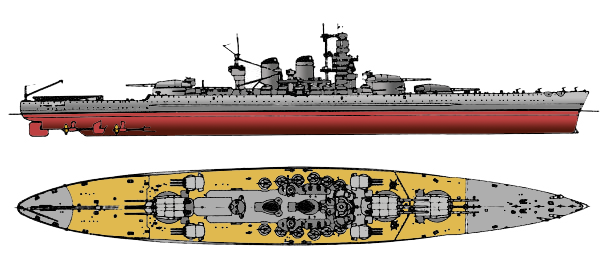
Desenho da Classe Littorio

O Impero tinha 240,68 metros de comprimento de fora a fora, uma boca de 32,82 metros e um calado de 9,6 metros. O navio possuía um deslocamento projetado de 41,65 mil toneladas, uma violação da restrição de 36 mil toneladas imposta pelo Tratado Naval de Washington de 1922; esse valor podia chegar a 46 215 toneladas quando totalmente carregado com suprimentos de combate. Seu sistema de propulsão seria composto por oito caldeiras Yarrow alimentadas por óleo combustível que impulsionariam quatro conjuntos de turbinas a vapor Belluzo, que poderiam produzir um total de 128 mil cavalos-vapor (94,1 mil quilowatts) de potência. O Impero seria capaz de alcançar uma velocidade máxima de trinta nós (56 quilômetros por hora) e teria uma autonomia de 3,92 mil milhas náuticas (7,26 mil quilômetros) a uma velocidade de vinte nós (37 quilômetros por hora). Sua tripulação seria de oitenta oficiais e 1 850 marinheiros. Também era equipado com uma catapulta na popa e três hidroaviões de reconhecimento.
A bateria principal do Impero consistiria em nove canhões Ansaldo Modello 1934 de 381 milímetros montados em três torres de artilharia triplas, duas na proa e uma na popa. Seus armamentos secundários teriam doze canhões Ansaldo Modello 1934/35 de 152 milímetros em quatro torres triplas localizadas à meia-nau e quatro canhões Ansaldo M1891/92 de 120 milímetros em torres simples; estas eram armas antigas que seriam usadas para disparar projéteis iluminadores. A bateria antiaérea seria formada por doze canhões Ansaldo Modello 1938 de 90 milímetros, vinte canhões Breda de 37 milímetros e dezesseis canhões breda Modello 35 de 20 milímetros. O cinturão de blindagem tinha 280 milímetros de espessura e era complementado por uma segunda camada de aço de setenta milímetros. O convés era protegido por 162 milímetros na área central, reduzindo-se para 45 milímetros sobre partes menos vitais. As torres de artilharia principais teriam blindagem de 150 até 380 milímetros de espessura, enquanto as barbetas seriam blindadas com 350 milímetros. A torres de artilharia secundárias seriam protegidas por 280 milímetros e, por fim, a torre de comando possuiria proteção de 255 milímetros de espessura.

## História
O Impero foi construído pelos estaleiros da Gio. Ansaldo & C. em Gênova. Seu batimento de quilha ocorreu no dia 14 de maio de 1938 e ele foi lançado ao mar em 15 de novembro de 1939, logo no início da Segunda Guerra Mundial. Foi nomeado Impero em homenagem ao império colonial italiano na África. Gênova estava ao alcance de bombardeio da França e assim, com a entrada italiana na guerra sendo uma possibilidade, o navio foi transferido em 8 de junho de 1940 para Brindisi por medo de ataques franceses. Trieste foi considerado um local melhor, porém o Roma estava na época em seu processo de equipagem e o estaleiro não tinham espaço para dois couraçados. Alguns de seus maquinários foram instalados em Brindisi, junto com partes de suas armas de menor calibre. A cidade ainda assim foi alvo de bombardeios Aliados, porém o Impero não foi danificado. A Marinha Real mesmo assim decidiu mudar suas prioridades de construção, pois ela estava na época precisando de escoltas para embarcações mercantes. Consequentemente, a finalização do Impero foi preterida em favor de outros navios. O único trabalho realizado foi a instalação de seus motores e algumas torres de artilharia.
Algumas armas antiaéreas e anti-superfície menores foram instaladas e a embarcação foi para Veneza em 22 de janeiro de 1942, navegando com propulsão própria. Alguns tempo depois foi transferido para Trieste, porém nenhum trabalho de finalização adicional foi realizado. A Itália se rendeu aos Aliados em setembro de 1943 e o Impero foi tomado pelos alemães, que tinham a intenção de desmontá-lo por sucata. Os alemães em vez disso o utilizaram como alvo de tiro e os Aliados acabaram por afundá-lo em 20 de fevereiro de 1945 durante um ataque aéreo. Os restos do casco foram descobertos pelos Aliados depois do fim da guerra. O Impero foi removido do registro naval em 27 de março de 1947. Seu casco foi reflutuado algum tempo depois no mesmo ano e rebocado até Veneza, onde foi encalhado e desmontado entre 1948 e 1950.
Na época da rendição italiana, o casco do Impero e seus motores estavam, respectivamente 88% e 76% finalizados, porém no geral o couraçado estava apenas 28% completo. Teria sido necessário mais dezoito meses de trabalho para que pudesse ser finalizado. Seus armamentos, fiação elétrica e reconstrução da ponte não tinham sido realizados.